# Raillimont
Raillimont är en kommun i departementet Aisne i regionen Hauts-de-France i norra Frankrike. Kommunen ligger  i kantonen Rozoy-sur-Serre som ligger i arrondissementet Laon. År 2022 hade Raillimont 89 invånare.

## Befolkningsutveckling
Antalet invånare i kommunen Raillimont
Referens: INSEE